# 모리 하나코
모리 하나코(森 花子もり はなこ、1984년 8월 25일 - 일본 지바현 이스미시）은 일본의 언론인이며 NHK소속의 여성 아나운서이다. 여동생은 TV 아사히의 모리 요오코 아나운서이다.

## 인물
모리 하나코(森 花子) 아나운서는 1984년 8월 25일 일본 지바현 이스미시에서 태어났다. 그녀는 초등학교 1학년때부터 검도 선수로 활동을 한 적이 있다. 그녀는 중고등학교 시절에 전국대회에도 출전을 했었다. 특히 대학교 3학년때에 제37회 전 일본 여학생 검도 선수권 대회에서 3위를 기록했다. 그녀의 여동생인 모리 요오코 아나운서도 검도 4단이다. 그녀는 키사라즈 종합고등학교를 졸업하고 이바라키 대학 교육학부를 졸업을 한 후 2007년에 NHK에 입사를 했다. 입사 동기로는 이노우에 유우키 아나운서가 있다. 그녀는 첫 발령지인 NHK 고후 방송국에서 아나운서 생활을 시작했다. 그러다가 2008년 11월 결혼을 한 후 2009년에 슬하의 아들을 출산했다. 그 후 1년간 육아휴직 후 다시 복직을 했지만 2달 후 인사이동으로 NHK 미토 방송국으로 옮긴 후 2014년 여름 정기 이동으로 NHK 방송 센터로 옮겼다. 그녀는 NHK 도쿄 방송센터로 옮길 때 가족을 이바라키현에 두고 도쿄에 혼자 근무를 했었다. 그러다가 2007년 4월 봄 정기 이동으로 다시 NHK 미토 방송국에서 현재 활동하고 있다. 이후 2018년 12월 다시 출산휴가에 들어가 육아휴직을 거쳐 2020년 2월 복귀했다.

## 가족 관계
- 여동생: 모리 요오코(森 葉子) TV 아사히 아나운서